# 下条村 (愛知県)
下条村（げじょうむら）は、愛知県八名郡にかつて存在した村。
現在の豊橋市の一部（下条東町・下条西町）、豊川市の一部（院之子町）に該当する。
地名の「下条」は、文武天皇が三河国に行幸されたさい、この地で牛車を降りられたことから、この地を「下乗」（げじょう）と呼ぶようになり、後に「下条」（げじょう）と変化したという。

## 歴史
- 1878年（明治11年） -
  - 五井村、暮川村、天王村、八反ヶ谷村が合併し、西下条村となる。
  - 藤ヶ池村、堀之内村、竹之内村、白石新田が合併し、東下条村となる。
- 1889年（明治22年）10月1日 - 東下条村、西下条村、犬之子村が合併し、下条村が発足。
- 1906年（明治39年）7月1日 - 牛川村と合併し、下川村が発足。同日下条村は廃止。
- 1933年（昭和8年）6月10日 - 豊橋市の一部（旧・下条村犬之子）[2]が豊川町に編入される。